# 湖北高腹菌
湖北高腹菌（学名：Gautieria hubeiensis）是属于钉菇目钉菇科高腹菌属的一种担子菌。该种分布于中国。